# Keroya
Keroya is een bestuurslaag in het regentschap Merangin van de provincie Jambi, Indonesië. Keroya telt 1433 inwoners (volkstelling 2010).